# Olov Wigren
Olov Wigren, född Olle Wigren 27 februari 1914 i Stockholm, död 10 februari 1982 i Johanneshov, var en svensk skådespelare.

## Filmografi (urval)
- 1936 – Kärlek och monopol
- 1936 – Johan Ulfstjerna
- 1936 – Söder om landsvägen
- 1939 – Adolf i eld och lågor
- 1940 – Hjältar i gult och blått
- 1941 – Lasse-Maja
- 1942 – En äventyrare
- 1943 – Elvira Madigan
- 1944 – En dag skall gry
- 1945 – Hans Majestät får vänta
- 1949 – Kuckelikaka

## Teater

### Roller (ej komplett)
| År   | Roll      | Produktion                                    | Regi             | Teater                        |
| ---- | --------- | --------------------------------------------- | ---------------- | ----------------------------- |
| 1935 | Butch     | Tonvikt på ungdomen Samson Raphaelson         | Ernst Eklund     | Komediteatern                 |
| 1942 | Sheriffen | Teaterbåten Jerome Kern och Oscar Hammerstein | Leif Amble-Naess | Oscarsteatern                 |
| 1954 |           | Söderkåkar Gideon Wahlberg                    | Gösta Jonsson    | Vanadislundens friluftsteater |